# 烏曼車站
烏曼（羅馬化：Uman）是位於烏克蘭切爾卡瑟州烏曼的一座鐵路車站，於1890年啟用。現今原有的車站依舊使用中。